# Lambert Guppenberger

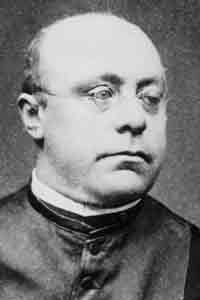
Lambert Guppenberger

Lambert Guppenberger OSB (* 5. Jänner 1839 in Großwiesenhart, St. Marienkirchen bei Schärding; † 1. März 1907 in Pfarrkirchen  bei Bad Hall) war ein österreichischer römisch-katholischer Priester, Lehrer und Schriftsteller.

## Leben
Guppenberger wurde als Bauernsohn auf dem Guppenbergergut in Großwiesenhart Nr. 5 geboren. Er trat nach der Matura in das Stift Kremsmünster ein und wurde am 26. Juli 1863 zum Priester geweiht. Zwischen 1865 und 1867 studierte er an der Universität Wien Germanistik, Geografie und Geschichte. Danach kehrte er nach Kremsmünster zurück, wo er bis 1882 als Lehrer wirkte. 1882 bis 1895 wirkte er als Pfarrer in Adlwang, wo er an der Konstituierung als Ortsgemeinde beteiligt war. Zwischen 1896 und 1899 war er der erste Direktor des Petrinums in Linz. Von 1900 bis 1907 war er Pfarrvikar in Pfarrkirchen bei Bad Hall.
Er trat auch als Verfasser eines Epos, eines Weihnachtsspiels und zahlreicher Fachbücher hervor.
Guppenberger war Ehrenbürger von Pfarrkirchen bei Bad Hall sowie Ritter des Franz-Joseph-Ordens.

## Werke
- Antheil Ober- und Niederösterreichs an der deutschen Literatur vom Tode Walthers von der Vogelweide bis zum Ende des 14. Jahrhunderts. Linz, 1871.
- Anleitung zur Bestimmung der Gattungen der in Kremsmünster und Umgebung wildwachsenden und allgemein kultivirten Pflanzen. Fink, Linz 1873.
- Gunther und Irmgart. Ein Epos, als Festgabe zum 1100jährigen Jubiläum des Stiftes Kremsmünster. Fink, Linz 1877.
- Geschichte des Pfarr- und Wallfahrts-Ortes Adlwang. Bruckschweiger, Steyr 1884.
- Bibliographie des Clerus der Diöcese Linz von deren Gründung bis zur Gegenwart. 1785–1893. Pressverein, Linz 1893.
- Die Geburt Jesu Christi. Ein Weihnachtsspiel mit Liedern in drei Akten. Pressverein, Linz 1905.